# Семёнов (Краснодарский край)
Семёнов — хутор в Усть-Лабинском районе Краснодарского края России. Входит в состав Братского сельского поселения.

## География
Хутор расположен на берегу реки Средний Зеленчук (левый приток Кубани), в 2,5 км к западу от центра сельского поселения — хутора Братского.

### Улицы
- ул. Вольная,
- ул. Луговая[4].

## Население
| 2002 | 2010 |
| ---- | ---- |
| 209  | ↘194 |